# Limna, Turka
Limna (în ucraineană Лімна) este localitatea de reședință a comunei Limna din raionul Turka, regiunea Liov, Ucraina.

## Demografie
Componența lingvistică a localității Limna
     Ucraineană (99,84%)
     Alte limbi (0,16%)
Conform recensământului din 2001, majoritatea populației localității Limna era vorbitoare de ucraineană (99,84%), existând în minoritate și vorbitori de alte limbi.